# 司法巡査
司法巡査（しほうじゅんさ）とは、司法警察活動（捜査）を行う司法警察職員の中の役職の一つであり、戦前は司法警察吏と称した。

## 司法警察員との違い
司法巡査が司法警察員と異なる点は、犯罪捜査や被疑者の逮捕など司法警察活動を行う際の権限が制約されるところにある。
制限される権限として
- 通常逮捕状の請求権限（刑事訴訟法199条2項）[2]
- 通常逮捕、現行犯逮捕・準現行犯逮捕された被疑者の受取り（同202条、215条）
- 被疑者逮捕時の犯罪事実の要旨・弁護人選任の告知、弁解録取、釈放・送致の決定（同203条1項、211条216条）
- 捜索・差押・検証令状の請求（同218条3項）
- 証拠品の売却・還付（同222条1項但書）
- 鑑定留置処分の請求（同224条1項）、鑑定処分許可の請求（同225条2項）
- 代行検視（同229条2項）
- 告訴・告発・自首事件の受理、調書作成（同241条1項2項、243条、245条）
- 検察官への事件送致（同法246条本文、242条、245条）

等が上げられる。
逮捕状請求について上申と提案のみ行うことができるが、緊急逮捕に係る逮捕状請求は、司法巡査も請求できる。

## 警察官の場合
一般司法警察職員たる警察官は、公安委員会規則の定めに従い階級で司法警察員と司法巡査が区別される。原則として巡査及び巡査長の階級の者は司法巡査、巡査部長以上の階級の者は司法警察員とされる。捜査上必要がある場合は、巡査及び巡査長の階級の者を司法警察員に指定することができる。

## 警察官以外の場合
特別司法警察職員の階級は、陸上自衛隊、海上自衛隊、航空自衛隊の各警務官は、士の階級にある陸士長、海士長、空士長以下の者が司法巡査に指定されている。
海上保安庁は法律により海上保安官補が指定されているが、現在は二等海上保安士以下の階級の者が司法巡査として運用されている。
民間では、大型船舶の海員が司法巡査としての職務を行う。

## 書類上の記載
司法巡査は階級名ではなく司法警察職員の役職名だが、書類作成時に司法警察員は「司法警察員警部補」、「司法警察員巡査部長」などと記載するが、司法巡査は階級名を省略して「司法巡査」と記載する。